# Palagnedra
Palagnedra  är en ort i kommunen Centovalli i kantonen Ticino, Schweiz. 
Palagnedra var tidigare en egen kommun, men den 25 oktober 2009 bildades den nya kommunen Centovalli genom en sammanslagning av Borgnone, Intragna  och  Palagnedra.